# 2094 Magnitka
A 2094 Magnitka (ideiglenes jelöléssel 1971 TC2) a Naprendszer kisbolygóövében található aszteroida. A Krími Asztrofizikai Obszervatóriumban fedezték fel 1971. október 12-én.